# Bow Mar
Bow Mar é uma cidade  localizada no estado americano de Colorado, no Condado de Arapahoe e Condado de Jefferson.

## Demografia
Segundo o censo americano de 2000, a sua população era de 847 habitantes. 
Em 2006, foi estimada uma população de 811, um decréscimo de 36 (-4.3%).

## Geografia
De acordo com o United States Census Bureau tem uma área de 
2,2 km², dos quais 1,9 km² cobertos por terra e 0,3 km² cobertos por água.

## Localidades na vizinhança
O diagrama seguinte representa as localidades num raio de 8 km ao redor de Bow Mar. 